# دومونی
دومونی (به مجاری:  Domony) یک روستا در مجارستان است که در شهرستان پِشت واقع شده‌است.
دومونی ۲۱٫۸۰ کیلومتر مربع مساحت و ۲٬۰۸۴ نفر جمعیت دارد.